# 데포르티보 타치라

데포르티보 타치라(Deportivo Táchira)는 베네수엘라 산크리스토발을 연고로 하는 축구 클럽이다. 이 팀은 1974년 1월 11일에 창단 되었으며 현재는 베네수엘라 프리메라 디비시온에 참가하고 있다.

## 선수 명단

### 현역
- 예르손 차콘(2018 ~ )

## 역대 감독
| 감독               | 임기      |
| ------------------ | --------- |
| 호르헤 루이스 핀토 | 2010~2011 |
| 에두아르도 사라고  |           |